# Xã Lynn, Quận Hardin, Ohio
Xã Lynn (tiếng Anh: Lynn Township) là một xã thuộc quận Hardin, tiểu bang Ohio, Hoa Kỳ. Năm 2010, dân số của xã này là 572 người.